# عبدالله کور
عبدالله کور (انگلیسی: Abdoulie Corr؛ زادهٔ ۹ ژوئن ۱۹۸۲) بازیکن فوتبال اهل گامبیا بود.
از باشگاه‌هایی که در آن بازی کرده است می‌توان به باشگاه فوتبال واسان پالوسئورا اشاره کرد.
وی همچنین در تیم ملی فوتبال گامبیا بازی کرده است.